# Little Kitty, Big City
Little Kitty, Big City é um jogo de aventura e o lançamento de estreia da desenvolvedora indie americana Double Dagger Studio. O jogador assume o papel de um gato perdido na cidade grande, com o principal objetivo de encontrar o caminho de volta para casa. Foi lançado para Nintendo Switch, Windows, Xbox One e Xbox Series X/S no dia 9 de maio de 2024.

## Jogabilidade
Little Kitty, Big City é um jogo de aventura em terceira pessoa onde o jogador controla um gato de apartamento preto que está perdido em uma grande cidade japonesa. O jogador precisa guiar o gato de volta para casa, mas também pode interagir com a cidade realizando muitas ações típicas de gatos, como caçar pássaros, pular em caixas e latas de lixo, roubar itens e expressar emoções. O jogador também pode se comunicar com outros animais, embarcar em missões e vestir o gato com chapéus cosméticos. 

## Desenvolvimento
Em uma entrevista à KING-TV, o fundador da Double Dagger Studio, Matt Wood, disse que a principal inspiração para o jogo, foram seus gatos Mario e Roxy e seus filhos. Em 13 de novembro de 2021, o jogo foi exibido no evento indie Wholesome Games durante a apresentação Wholesome Snack. 
Em uma apresentação no evento Indie World em 19 de abril de 2023, foi anunciado que o jogo seria lançado para o Nintendo Switch.  Uma demonstração do jogo foi exibida no Summer Game Fest 2023, onde estava previsto para lançamento no início de 2024 para Nintendo Switch, Windows, Xbox One e Xbox Series X/S.  Uma demo do jogo foi disponibilizada temporariamente durante o Next Fest da Steam, de 19 a 26 de junho. 
O jogo foi lançado para Nintendo Switch, Windows, Xbox One e Xbox Series X/S em 9 de maio de 2024, e também foi adicionado ao Xbox Game Pass no mesmo dia. 

## Recepção
Little Kitty, Big City recebeu avaliações, em geral, favoráveis, de acordo com o agregador de críticas Metacritic. Wesley LeBlanc, da Game Informer, elogiou a mecânica, enquanto Imran Khan, da IGN, elogiou os os gráficos, mas criticou os controles da câmera. Maddi Chilton, da PC Gamer, comentou que a personagem principal é adorável e elogiou as aspectos da exploração, afirmando que, considerando a escala de um gato: "sente-se que há muito a explorar".  Por outro lado, Jess Lee, da Digital Spy, criticou a personalidade do jogo, afirmando que "depois que os créditos rolaram, havia muito pouco sobre a experiência que fosse memorável.
Nas primeiras 48 horas à venda, o jogo contava com mais de 100.000 cópias vendidas. 
Após o lançamento da demo, Lauren Aitken, da PC Gamer, comparou o jogo com "Untitled Goose Game", elogiando seu estilo de arte, missões e animações. 